# Alosa sapidissima
Alosa sapidissima (Syn.: Clupea sapidissima), in den USA als American shad oder Atlantic Shad bezeichnet, ist ein Fisch aus der Familie der Heringe (Clupeidae). Sie ist an der Ostküste der Vereinigten Staaten von Neufundland bis Florida verbreitet und findet sich auch als eingeführte Art an der nördlichen Pazifikküste. Alosa sapidissima ist nicht sonderlich nah mit den anderen nordamerikanische shads verwandt. Es scheint sogar, dass sie von einer "europäischen" Alosa-Linie abstammt.
Alosa sapidissima wurde als "der Fisch, der die Gründer der amerikanischen Nation ernährte" bezeichnet. Erwachsene Tiere wiegen zwischen 1,4 und 3,6 kg. Sie besitzen gekocht ein delikates Aroma. Im Osten der Vereinigten Staaten, werden "Roe shad" (Weibchen) besonders geschätzt, da die Eier als Delikatesse beliebt sind.

## Merkmale
Alosa sapidissima sind langgestreckte Fische mit silbrigen Schuppen. Oft werden sie auch als "freshwater tarpon" bezeichnet. Sie werden im Mittel 30–50 cm, maximal 80 cm lang und können ein Gewicht von 3 kg erreichen. Der derzeitige Weltrekord, der in Massachusetts aufgestellt wurde, liegt bei 5,1 kg. Mit 3 bis 6 Jahren werden sie geschlechtsreif.

## Lebensweise
Der Fisch verbringt die meiste Zeit seines Lebens im Atlantik und kehrt nur zum Laichen ins Süßwasser zurück. Die Populationen im Norden sind gelegentlich iteropar (sie überleben den Laichakt und kehren mehrfach zurück), während in den südlichen Populationen die Tiere gewöhnlich nach dem Laichen verenden (Semelparitie). Im Meer leben die Fische in Schulen. Oft kommen sie zu tausend an die Oberfläche. Im Winter ziehen sie sich in größere Wassertiefen zurück und beginnen den Aufstieg in die Laichgewässer, wenn die Wassertemperatur in den Flüssen auf 13–18 °C steigt. Im Meer hat man die Fische in Tiefen bis zu 65 Faden (119 m) gefangen.
Wie andere Heringsarten ernährt sich Alosa sapidissima vor allem von Plankton, sowie pelagischen Garnelen und Fischeiern. Selten fressen sie auch kleine Fische.
Die geschlechtsreifen Fische ziehen im Frühsommer in die Laichgewässer. Bei Temperaturen unter 10–13 °C verzögert sich das Laichen. Dementsprechend verschiebt sich auch die Laichzeit im Jahr in den Sommer, je weiter nördlich sich das Laichgebiet befindet. In Georgia beginnt sie im Januar; im März in den Zuflüssen des Pamlico Sound und des Albemarle Sounds; im April im Potomac River; und im Mai und Juni in den nördlichen Strömen zwischen Delaware bis Kanada.
In großen Flüssen, wie dem Connecticut River, ziehen die Fische weit Strom aufwärts. Die größte Entfernung vom Meer erreichen sie offenbar im St. Johns River in Florida, einem sehr seicht ansteigenden Fluss (1,5 cm pro km) der immer wieder große Seen bildet; dort wurden Fische 600 km landeinwärts gefangen.
Die Fische suchen sich seichte, sandige oder kiesige Stellen aus, wo sie zwischen Sonnenuntergang und Mitternacht ihre Eier ablegen. Die Weibchen verströmen ihre Eier in Paketen von ca. 30.000 Eiern, bei großen Fischen sollen bis zu 156.000 Eier abgelegt werden. Ein Weibchen kann in einem Jahr 200.000–600.000 Eier legen. In Flüssen nördlich von Cape Fear kehren die erschöpften Fische direkt zurück ins Meer. Weiter südlich sterben die meisten der Fische nach der Eiablage.
Die Eier sind durchsichtig, rosa angehaucht oder Bernsteinfarben. Sie sind halbdurchsichtig und nicht klebrig. Sie rollen mit dem Wasser am Grunde des Flusses entlang. Innerhalb von 12 bis 15 Tagen schlüpfen die Jungfische bei einer Temperatur von 11 °C, zwischen sechs und acht Tagen bei einer Temperatur von 17 °C. Dies sind die üblichen Zeiten in den Flüssen zwischen Maine und der Bay of Fundy.
Die Larven sind ca. 9–10 mm lang. Juvenile Fische verbleiben bis zum Herbst in den Flüssen, dann begeben sie sich ins Salzwasser. Bei einer Länge von 38–114 mm gleichen sie in der Form den ausgewachsenen Tieren.

## Nährwerte
Wie die meisten Heringsarten enthält Alosa sapidissima viel Omega-3-Fettsäuren, sogar zweimal so viel wie beim Wildlachs. Außerdem enthalten sie normalerweise nur sehr wenig Toxine wie PCBs, Dioxine, und Quecksilber. Daher ist Alosa sapidissima ein wertvoller Speisefisch.

## Gefährdung und Schutz
Schon seit Anfang des 20. Jahrhunderts verzeichnen die Bestände einen beständigen Rückgang. Traditionell wurden die Fische zusammen mit Lachsen in Stellnetzen in der Nähe der Flussmündungen gefangen. Viele der Flüsse, in denen die Fische früher verbreitet waren, leiden heute stark unter Verschmutzung, doch die relative kurze Aufenthaltszeit in den entsprechenden Gewässerabschnitten verringert ihre Gefährdung durch Umweltgifte. Untersuchungen durch die Fischereiwissenschaft haben beispielsweise gezeigt, dass die Fische sich nicht lang genug im Hudson River aufhalten, um PCBs und andere Gifte aufzunehmen. Trotzdem ist der Fang von Alosa sapidissima im Hudson River und dem umliegenden Meeresgebiet mittlerweile verboten. Verschmutzung könnte jedoch vor allem den Jungfischen schaden.
Viele der Flüsse sind mittlerweile stark durch Wehre und Staudämme verbaut, so dass ein ganzer Teil der Laichgründe verloren ist. Im Merrimack River beispielsweise ging die Zahl der gefangenen Fische von 900.000 in 1789 auf 0 in 1888 zurück und dies scheint im Zusammenhang zu stehen mit großen Damm-Projekten, die in dieser Zeit den Fluss abriegelten. Erst in neuerer Zeit hat man angefangen, diese Situation zu verbessern. Unter anderem das Chesapeake Bay Program bemüht sich um die Wiederansiedlung der Fische. Angeln hat fast keinen messbaren Einfluss auf die Populationen, dennoch sind die Fische durch Überfischung bedroht, daher werden die Bestände von U.S. Fish and Wildlife Service, National Marine Fisheries Service und Staats-Fischerei-Behörden betreut. Die Atlantic States Marine Fish Commission dient als Koordinator der Schutzbemühungen.

### Einführung im Nord-Pazifik
Alosa sapidissima wurde in der San Francisco Bay/Sacramento River in Kalifornien um 1800 eingesetzt. Seither hat sie sich in vielen Flusssystemen entlang der Westküste von Nordamerika verbreitet. Mittlerweile gibt es eine große Population im Columbia River. In den letzten Jahren wurden am Bonneville Dam und am The Dalles Dam zwischen zwei und fünf Millionen Fische jährlich gezählt. Laichende Fische kommen im Mai und Juni in den Columbia River und wandern über den Lower Granite Dam in den Snake River, sowie über den Priest Rapids Dam in den Upper Columbia River. Im Gegensatz zu vielen anderen Neozoen wurden bisher keine negativen Einflüsse auf die Ökosysteme beobachtet.
Gelegentlich taucht Alosa sapidissima an der Nordwestküste des Pazifik, zum Beispiel in Kamtschatka, Russland, auf.

## Shad fishing

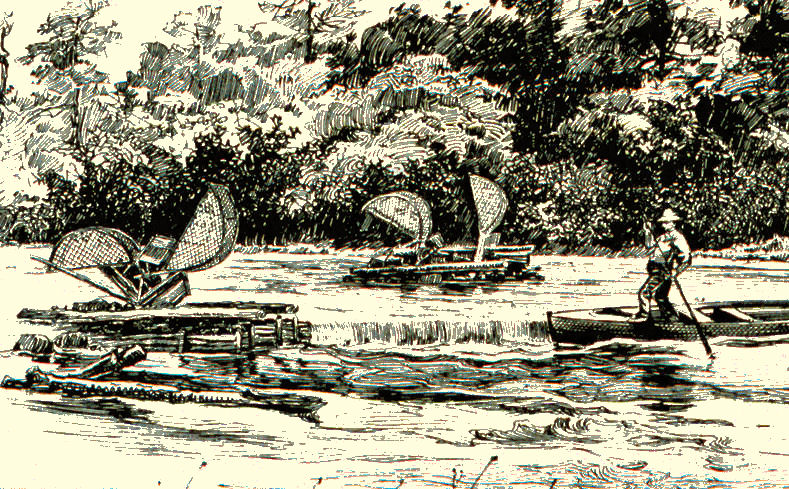
Shad fishing im frühen 19. Jh. am Peedee River (Greater Pee Dee), South Carolina

Shad werden als Angelbeute geschätzt, die ein komplexes und schwer nachvollziehbares Fressverhalten während der Laichzeit aufweisen. Im Gegensatz zu den Lachsarten sind sie in der Lage, auch im Süßwasser noch Nahrung aufzunehmen. Ihr Fressverhalten wird durch verschiedene Faktoren beeinflusst, wie Trübung und Wassertemperatur. Angler benutzen sowohl Spinning tackles, als auch Fliegenfisch-Köder. Normalerweise beißen sie am besten in der Hauptströmung oder der tiefsten Stelle des Flussbettes. Im Norden sind zwischen April und Juni die ergiebigsten Zeiten, wenn die Wassertemperaturen über 14 °C ansteigen und verbessern sich, wenn das Wasser wärmer wird.

## Kulturelle Bedeutung
Shad haben eine bedeutende symbolische Bedeutung in der Region. In Jahren der Wahlen der Staatsregierungen, finden sich viele Kandidaten, Unterstützer und Journalisten zum Shad Planking in Wakefield (Virginia) ein. In Connecticut veranstalten die Gemeinden Essex und Windsor jährliche Shad-Festivals und in New Jersey Lambertville am Delaware River.